# António Ribeiro dos Santos
António Ribeiro dos Santos (Massarelos, Porto, 1745 - Lisboa, 1818)  foi um cronista português, e censor régio. Ficou ainda ligado à criação da instituição que antecedeu a Biblioteca Nacional de Portugal em 1796, pelo decreto de D. Maria I que extinguiu a Real Mesa Censória.

## Percurso
Estudou humanidades no Brasil e direito na Universidade de Coimbra, onde se doutorou, tendo exercido o magistério entre 1779 e 1795. 
Membro efectivo da Academia das Ciências de Lisboa, foi também cronista da Casa de Bragança e censor régio. Homem de vasta cultura, aberto à modernidade no contexto de enciclopedismo que caracterizou a Europa das Luzes, dedicou-se aos estudos linguísticos, mas foi na historiografia que mais se salientou deixando, entre outros, inúmeros estudos sobre o povo e a literatura sacra hebraica, as origens e progressos da poesia portuguesa, a história das matemáticas, as origens e a evolução da tipografia em Portugal.
Com o alvará de 29 de fevereiro de 1796, D. Maria I extinguiu o que restava da Real Mesa Censória, e com base na sua Biblioteca, fundou a Real Biblioteca Pública da Corte, a mais antiga antecessora formal da Biblioteca Nacional de Portugal, de que ficou encarregue António Ribeiro dos Santos. Assim, a primitiva instituição recebeu, como núcleo original, o acervo da Biblioteca da Real Mesa Censória. O referido diploma conferiu-lhe a natureza de Biblioteca Pública, tendo a mesma sido instalada no Torreão Ocidental da Praça do Comércio (Terreiro do Paço).

## Obra
- De Sacerdotio et Imperio (1770)
- Memória sobre as origens da tipografia em Portugal no século XV (1812)
- Memória para a história da typografia portugueza do século XVI (1792)
- "Lista de livros e periódicos estrangeiros que a Biblioteca Nacional de Lisboa necessita adquirir de novo ou para completar colecções" [entre 1796 e 1816].